# Nyby glasbruk
Nyby glasbruk var ett stort glasbruk i Ijo socken i Norra Österbotten i nuvarande Finland. Bruket var i drift mellan 1782 och 1885 och var ett av de största glasbruken i Norden under den tiden.

## Historia

### Grundandet
Nyby glasbruk var ett av de 12 glasbruk som grundades under senare delen av 1700-talet i Finland, som då var en del av Sverige. Bruket i Ijo grundades och ägdes av Johan Mattsson Nylander (1742-1810), en handelsman och hovråd från Uleåborg. I januari 1780 fick 
Nylander tillstånd att bygga ett bruk i byn Toppila i Uleåborg. Innan Nylander kunde påbörja byggnadsarbetet anlades dock ett tjärlager på området och 
den 18 september 1782 fick han ett nytt bygglov i byn Olhava, och hösten 1784 drogs verksamheten igång.

### Produktion
I brukets glashytta fanns en glasugn och sex verkstäder, en sträckningsugn, tre torkugnar, en kylugn, en askugn och en sandugn. Nylander anställde sex glasblåsarmästare, varav fem utlänningar med svensk och tysk härkomst, samt en lokal, Juhani Erkinpoika Kyröläinen (född 6 februari 1786 i Ijo, död 10 mars 1836 i Ijo, Nyby). År 1788 fanns det tio verkstäder i bruk. Fabrikens första glashytta brann ned år 1789, men byggdes upp igen. På sin höjdpunkt hade Nyby bruk 91 anställda och var landets främsta glasbruk.
En av orsakerna till att produktionen vid Nyby glasbruk upphörde var att produkterna och produktionsprocessen hade föråldrats vid slutet av 1800-talet. De fönsterglas och flaskor som tillverkades på fabriken var gröngula eller bruna, och fönsterglaset hade bubblor. Färgen berodde på järninnehållet i kiselkvartsen som användes i glastillverkningen. Speciellt transparent fönsterglas ersatte helt det gröngula glaset under 1800-talet, medan tillverkningsreceptet för Nybys askglas var i stort sett detsamma som hundra år tidigare, använt av den första hyttsmästaren Henrik Söderberg. År 1857 återlämnades en sändning fönsterglas från Köpenhamn, och exporten till västra delen av riket alltså Sverige avtog gradvis. I Finland såldes produkterna främst i kuststäderna, Kuopio inkluderat, och resande glasförsäljare sålde produkter också på andra platser.

### Ägarna
År 1792 överlämnade Nylander ledningen av bruket till sin son Aristoteles och sin dotters make, Adolf Falander (1767–1847). Varken Nylander eller Falander var dock professionella inom glastillverkning, utan bruket drevs med hjälp av glasblåsare, vilket ibland ledde till konflikter. Hösten 1793 förorsakade en översvämning skador på fabriksområdet, och andra svårigheter uppstod också. Antalet arbetare minskade till 30 vid århundradets slut. Bruket stängde  år 1804 och tre år senare avsade sig Falander sitt glasbruksprivilegium. Författaren Sara Wacklin har skildrat hovrådet Johan Nylander i sin bok "Hundrade minnen från Österbotten". Nylander beskrivs där som skarp och kommersiellt begåvad, men även känslokall.
Olhavaborna appellerade för sitt bruk och fick lagmannen Julius Conrad Antell att återuppta glastillverkningen år 1813. Han sålde dock bruket redan år 1816 till sin svärson Johan Engman, som sedan hamnade i ekonomiskt trångmål. Bruket återgick till Antells ledning år 1833, men det sköttes av förvaltaren Julius Ad. Castrén. Staten löste ut brukets skuld på 25 650 rubel, och år 1834 köptes bruket av Zachris Franzén från Brahestad och hans affärspartnere Fredrik och Matthias Sovelius. Antell gick i pension från sin tidigare position som överdirektör för Finlands tullstyrelse men bosatte sig i Ijo.
Från år 1841 till dess nedläggning år 1885 var Nyby glasbruk i familjen Fellmans ägo. Den första ägaren var köpmannen och rådmannen Johan Abraham Fellman från Uleåborg. Från Johan Fellman gick bruket till hans brorson Isak Wilhelm Fellman, sen till prästen Jakob Fellman, och slutligen till hans son, apotekaren Karl Jakob Fellman. Sammantaget var fabriken i drift i 103 år med avbrott. Fellman-släkten sålde Nyby gård först år 1905. Två år senare brann glashyttan ner efter att ha stått oanvänd i tjugo år.

## Produkter
Nyby glasbruk tillverkade främst grönt glas, men enligt bokföringen även vitt (troligtvis gulaktigt) fönsterglas och flaskor. Till en början sålde Nylander en stor del av brukets produkter till Stockholm och öppnade till och med en butik där. Under Castréns tid såldes brukets fönsterglas bland annat till Uleåborg på grund av stadens storbrand år 1822, men produkterna exporterades ända till S:t Petersburg. Fabriken tillverkade först så kallade franska och engelska flaskor, senare stora 5-kannors (13 liter) flaskor och fyrkantiga spritflaskor samt glasflaskor för hembränning och  glasaskar. Dessutom tillverkades många olika glasföremål för apotek och hushåll, från pipstammar till krutdosor och nattkärl. En speciell flaska i så kallad "fiasco"-stil från 1790-talet kan ha varit en av Finlands äldsta mineralvattenflaskor. År 1850 tillverkade fabriken 640 lådor med fönsterglas, 5 400 flaskor, 400 muggar, 1 000 mjölkkärl, 120 dussin dricksglas och 100 dussin snapsglas. År 1885, vid fabrikens nedläggning, tillverkades endast 300 lådor med fönsterglas.
På grund av fabrikens föråldrade produktion är de bevarade produkterna å ena sidan ett stilrent exempel på glashyttornas traditionella arbete från slutet av 1700-talet. Produktionen från Nyby glasbruk kan ses på Norra Österbottens museum.

## Bruksområdet
Glasbruket var en omfattande enhet som inkluderade bland annat sågverk, kvarn, varv och skola. Utöver att finansiera skolan bekostade Nylander även en egen präst för fabriken (Benjamin Sinius samt senare bruksprästen Carl Keckman) och ordningsmakten under 1700-talet, samt lät markera leden  från Olhava längs kusten till Uleåborg och en annan ut led mot havet med sjömärken. Sammantaget försörjde fabriks- och jordbrukskolonin, som bäst, över 300 personer.
Nyby glasbruk hade många fördelar för de människor som bodde runtomkring. Glasbruket behövde aska som råmaterial, vilket tillverkades i de närliggande byarna Södra Ijo, Norra Ijo och Olhava. Fabriken behövde också tjära, ved och timmer eftersom den hade ett sågverk och ett varv i anslutning till sig. Även Nylanders egen verksamhet var till förmån för invånarna. Han köpte bland annat hampa- och linfrö från Livland och delade ut det gratis till invånarna i Ijo. Nylander köpte även ett hus på Kyröläisentörmä längs ån Olhavanjoki till sin son med hoppet att sonen skulle bli mer självständig och lära sig att arbeta.
Tillverkningssamhället låg något norr om Olhava bygata. Enligt en förteckning från år 1831 fanns det på området ett huvudbyggnad med 15 rum, sex arbetarbostadshus, två stall, tre ladugårdar, två bagerier, två stugor, 14 uthus, en väderkvarn, en såg, en kvarn, en byggnad för tillverkning av degelstål, tre lador och en glashytta. Idag återstår bara grunderna av fabriken. Nyby gårds huvudbyggnad är från 1840-talet. På gården finns även en stenladugård från mitten av 1800-talet. Området är en värdefull  kulturmiljö av riksintresse. Vid Olhavanjoki bygata har gammal byggnadsbevaring bevarats och längs älven finns också gamla bodar kvar.